# Polyommatus balearica
Polyommatus balearica är en fjärilsart som beskrevs av Hans Rebel 1926. Polyommatus balearica ingår i släktet Polyommatus och familjen juvelvingar. Inga underarter finns listade i Catalogue of Life.